# Pat Fry
 (avril 2024).
Si vous disposez d'ouvrages ou d'articles de référence ou si vous connaissez des sites web de qualité traitant du thème abordé ici, merci de compléter l'article en donnant les références utiles à sa vérifiabilité et en les liant à la section « Notes et références ».
Pat Fry, né le 17 mars 1964 à Shepperton, est un ingénieur et directeur technique de Formule 1. Il est directeur technique de l'écurie Williams Racing depuis 2023.

## Biographie
Il commence sa carrière en ingénierie en 1981 en tant qu'apprenti chez Thorn EMI, qui le fait travailler dans le programme de missiles. Passant son temps à dessiner des suspensions de moto pendant son temps libre, il décide de chercher du travail dans les sports mécaniques.

### Benetton (1987-1993)
Il rejoint l'écurie de Formule 1 Benetton Formula en 1987. Il travaille au début dans le département électronique, et plus particulièrement sur le système des suspensions actives. Il rejoint ensuite le service de Recherche et Développement avant de devenir un ingénieur en essais privés en 1991, puis de course en 1992. Il quitte Benetton pour McLaren en 1993.

### McLaren (1993-2010)
Il rejoint alors l'écurie britannique pour développer le système de suspension active, ainsi que pour diriger l'équipe de test. Puis en 1995, il devint l'ingénieur en chef de l'équipe de course. En 2002, il est promu au rôle de Chief engineer race development pour les Grands Prix. Il est ensuite chargé de superviser la conception de la MP4-22 en tant que Chief engineer.
Après avoir développé la monoplace 2009 de la firme britannique, la McLaren MP4-24, il est chargé de la conception de la monoplace de 2011. Pourtant, il décide de quitter l'équipe durant la saison 2010.

### Ferrari (2010-2014)
Quelques mois après, il annonce qu'il rejoint la Scuderia Ferrari en tant qu'assistant directeur technique, sous la responsabilité d'Aldo Costa, afin de développer la monoplace de la saison 2011.
Lorsqu'en janvier 2011, le responsable de l'ingénierie course Chris Dyer est démis de ses fonctions, à la suite de l'erreur stratégique ayant coûté le titre mondial 2010 à Fernando Alonso au GP d'Abu Dhabi, Fry lui succède tout en conservant son poste initial. Le 24 mai suivant, Aldo Costa, jugé responsable des performances insuffisantes de la Ferrari 150° Italia, perd son poste. Pat Fry est alors nommé directeur technique de la partie châssis, sous la responsabilité directe de Stefano Domenicali.

### Manor Racing (2016-2017)
Le 25 janvier 2016, il rejoint Manor Racing comme ingénieur consultant.

### McLaren (2018-2019)
En septembre 2018, Pat Fry rejoint son ancienne équipe McLaren Racing en tant que Chief engineer et dirige le processus de développement de la McLaren MCL34 de la saison 2019.

### Renault/Alpine (2020-2023)
En novembre 2019, il est recruté par Renault F1 Team comme directeur technique à partir de la saison 2020. Durant l'été 2023, il quitte l'écurie pour rejoindre Williams Racing.